# 曙光行動
曙光行動發生於2019年11月14日，示威者繼續發動「三罷」，連續四天號召民眾罷工、罷課、罷市，繼續癱瘓交通系統。有網民直言希望經濟「攬炒」。

## 各區衝突

### 尖東、紅磡

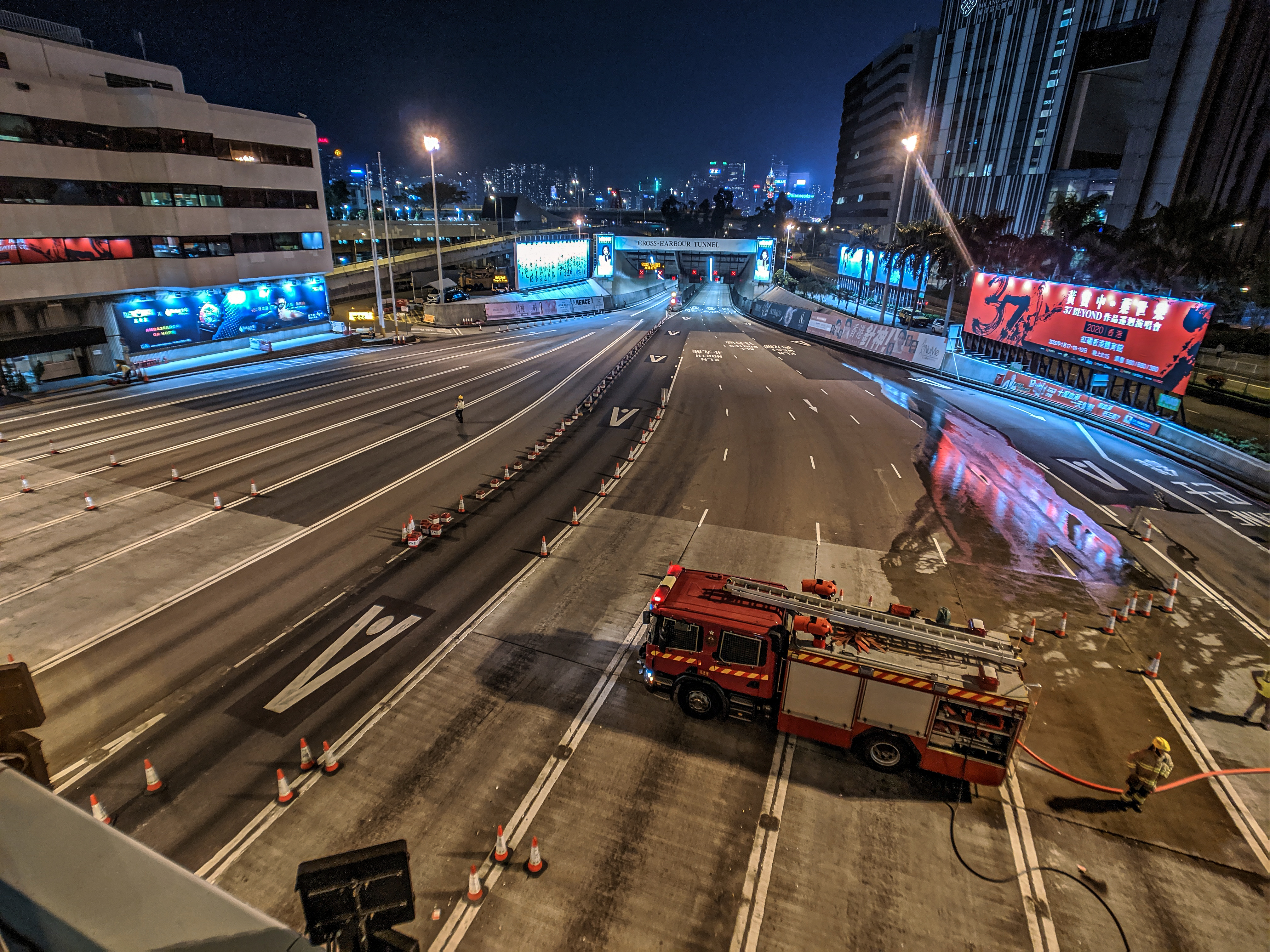
被堵塞的紅磡海底隧道

早上約6時45分，數名警員於尖沙咀東柯士甸道與漆咸道南交界巡邏時，發現一支箭從香港理工大學範圍向該隊警務人員方向射出，警方增援後有人繼續在附近投擲花盆。警方施放催淚彈驅散後，其間遭受第二輪及第三輪射箭襲擊。警方於現場檢獲6支箭，並已被警方檢走以作化驗，警方指事件中未有警員受傷。案件列「襲警」，警方嚴厲譴責有關行為，指該等行為罔顧公共安全，足以致命。警方亦封閉介乎彌敦道和漆咸道南的一段柯士甸道，車輛不能前往理大方向。
此外，示威者亦繼續堵塞紅磡海底隧道，他們又霸佔整條行人天橋，同時往橋下的路面拋下大量雜物，紅隧來回方向封閉。有示威者又搬來水馬封鎖東鐵綫紅磡站A1出口使市民無法前往紅隧收費廣場巴士站及理大。
下午3時許，示威者在漆咸道南堵路。他們又在理工大學門口用泥和磚加築成約一米高的牆，在槍會山軍營外幾名解放軍持槍在閘門視察，並以普通話和粵語廣播要求傳媒不要拍攝，馬上離開。
晚上8時許，示威者再次縱火焚燒紅隧收費亭，火勢猛烈，現場傳出爆炸聲。示威者亦在漆咸道焚燒五星紅旗，並將區旗棄於路障，有泥頭車欲硬闖路障，車身遭人投擲燃燒彈。
晚上10時許，有示威者打破香港歷史博物館防煙門並投擲汽油彈焚燒。

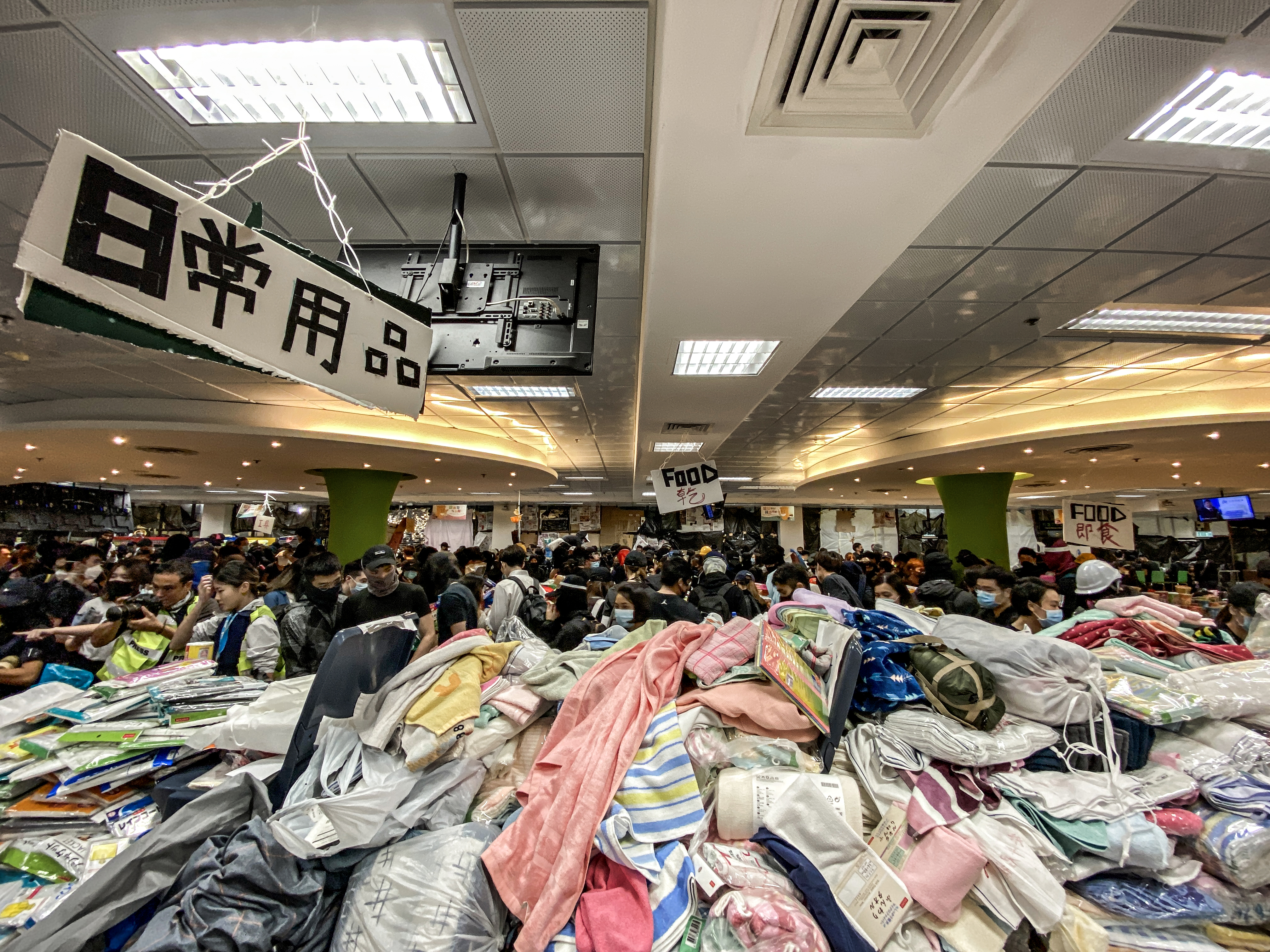
理工大學的學生飯堂變成「抗爭飯堂」
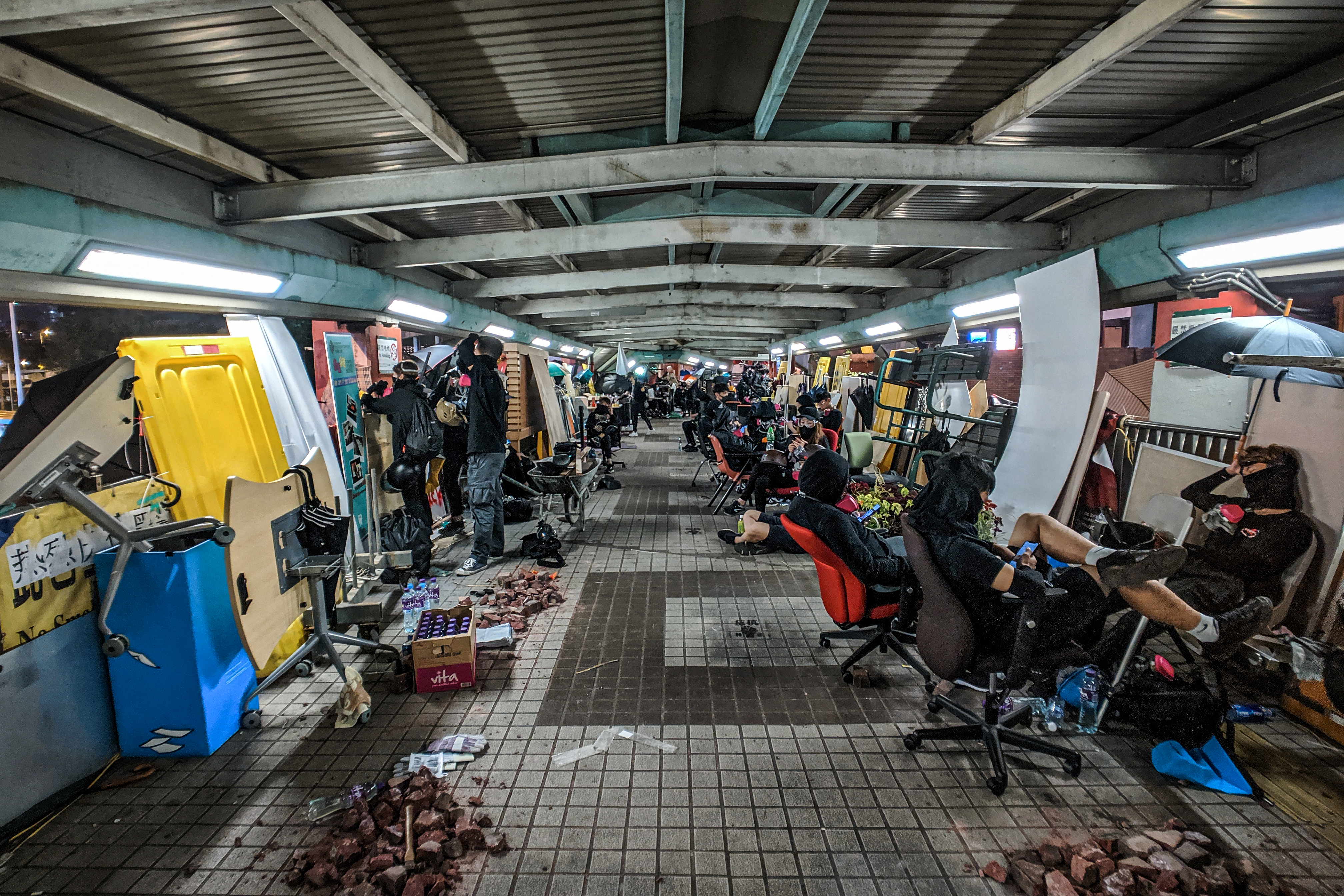
示威者在紅磡海底隧道行人天橋休息
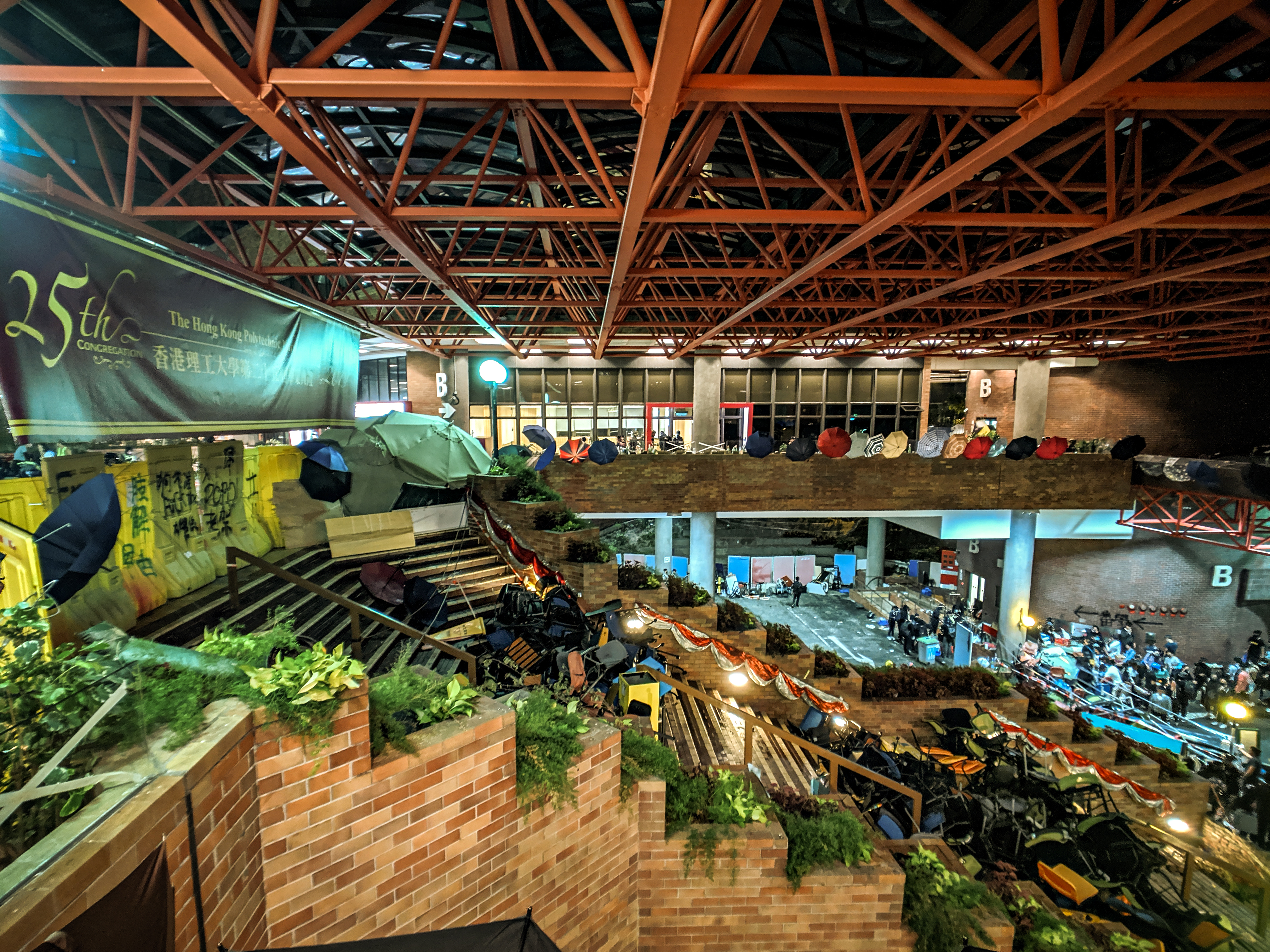
理工大學入口拋下大量雜物
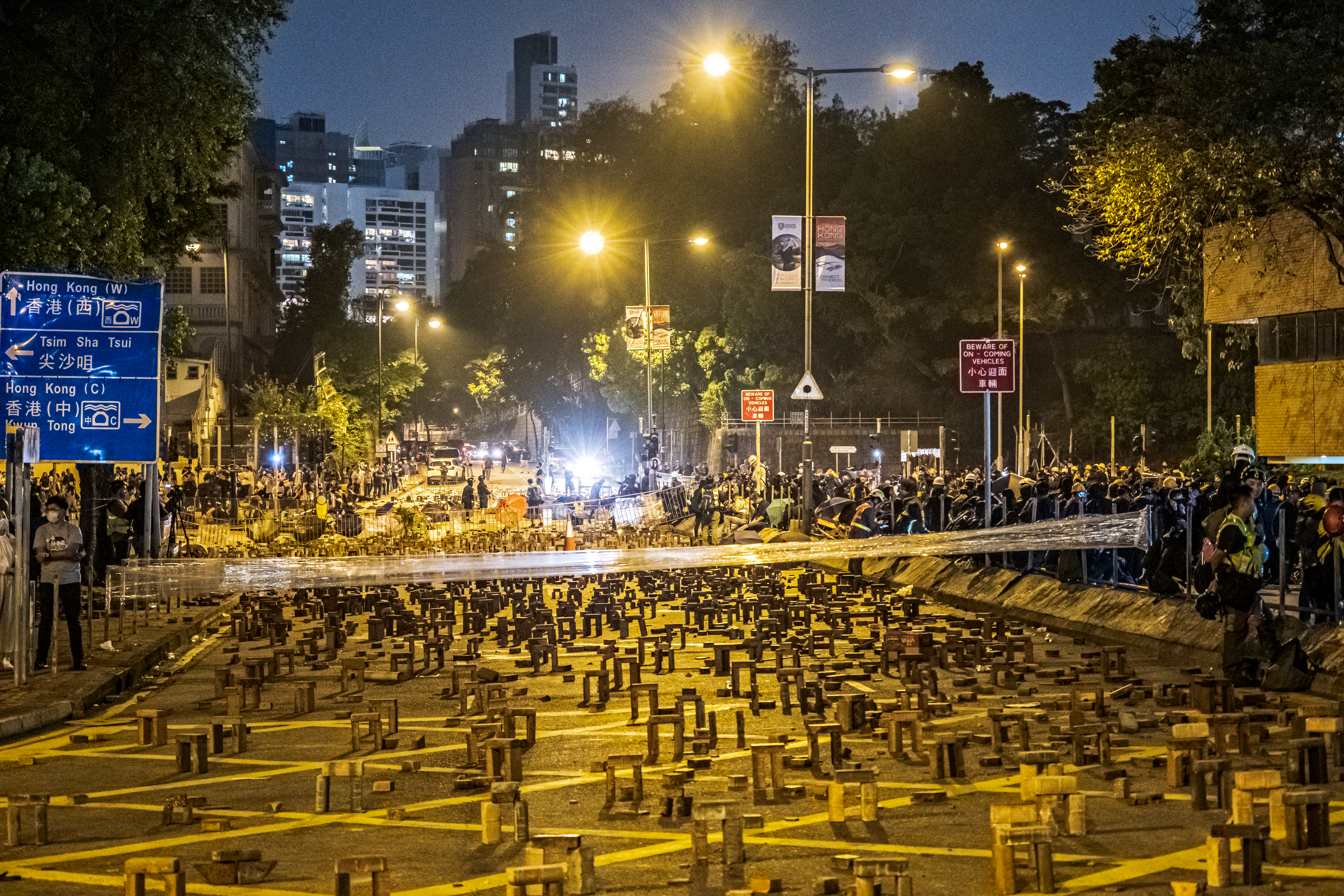
暢運道的磚塊
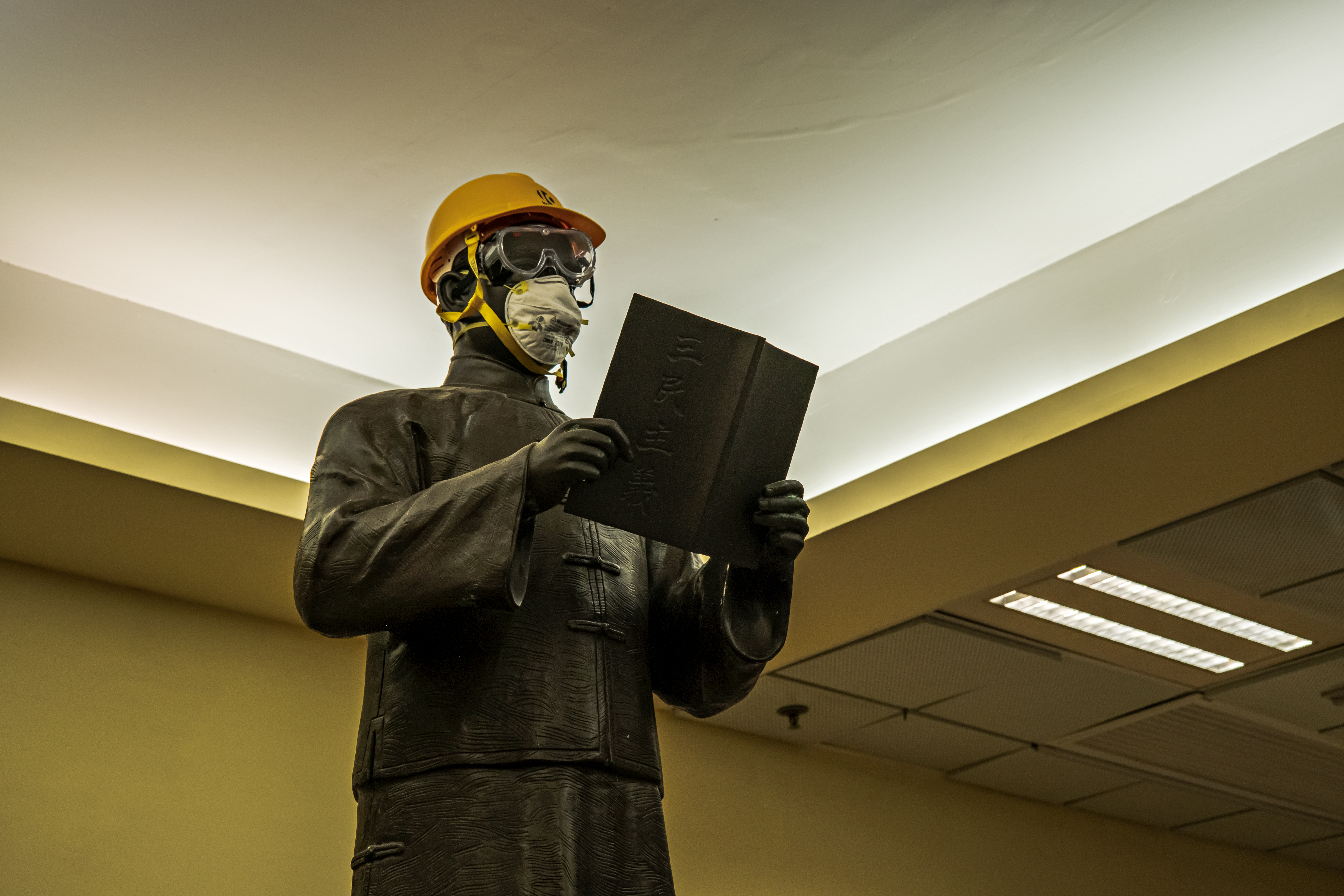
理工大學內的孫中山銅像

### 馬料水
在香港中文大學警民衝突現場，大批中大學生繼續留守，以防警方攻入大學。
早上，有示威者繼續於吐露港公路用雜物設路障，以及鋸樹堵路，吐露港公路繼續南北行全線封閉。有示威者亦於科學園路堵路。

### 中環

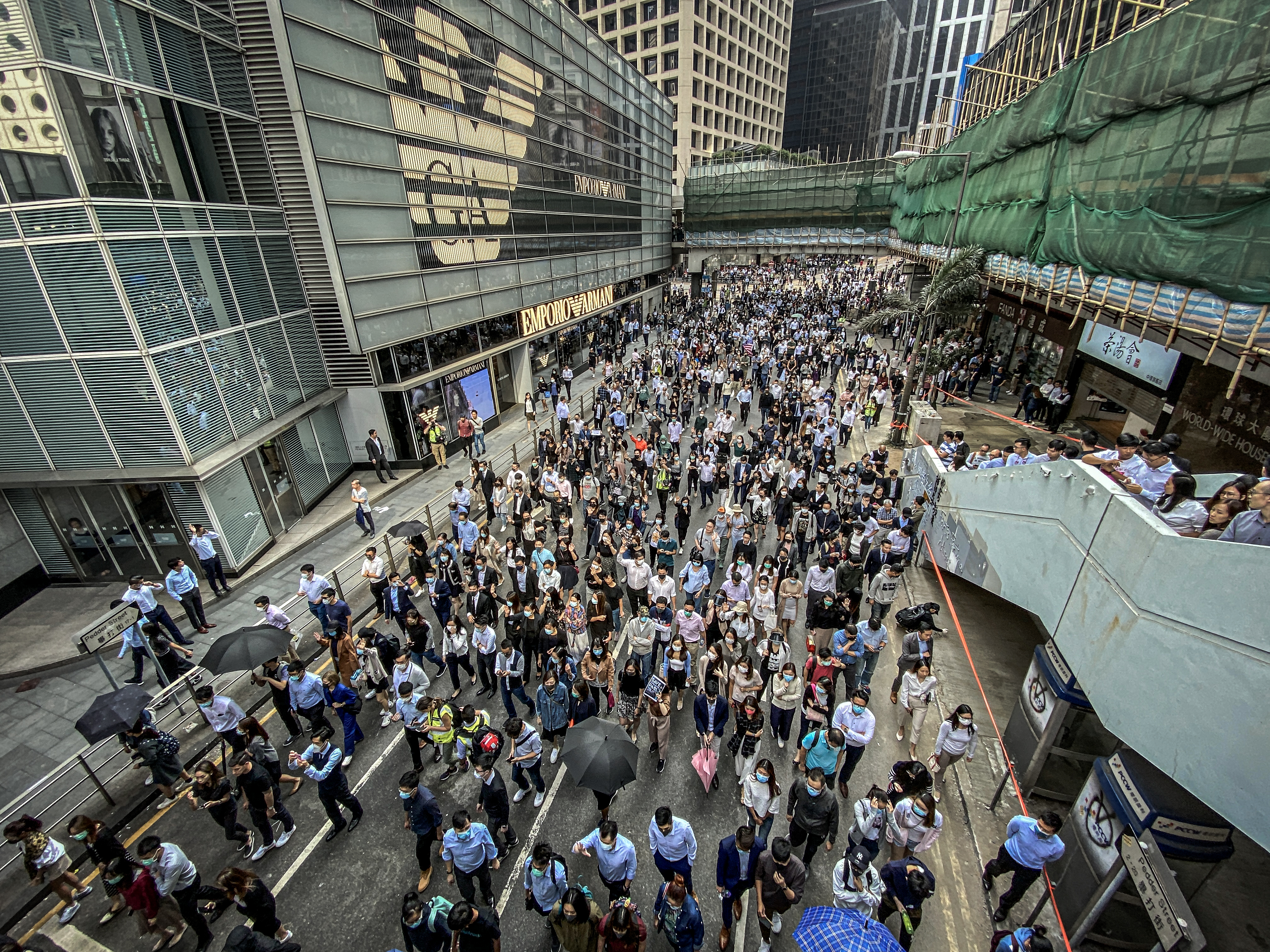
過百人走出畢打街遊行，高呼「光復香港、時代革命」口號

在中環，中午時分連續第四天有上班族趁午飯時間響應「和你Lunch」快閃堵路，過百人走出德輔道中、畢打街和干諾道中等主要幹道，又高呼「光復香港、時代革命」口號，大部分人戴上口罩，舉起手掌張開五隻手指，喻意「五大訴求，缺一不可」，亦有人不斷高呼「支持中大，永不言敗」。示威者並以磚頭、雪糕筒和垃圾等作為路障。
在快閃活動期間，有人疑因不同政見與人起爭執，惹來附近的人士不滿，其後有多人向他拳打腳踢，又用雨傘打他，旁邊有人開傘阻擋拍攝。義務急救員為他治理。下午近3時，警方接報有衝突，抵達中環，並呼籲在場人士遠離警方封鎖線。
晚上8時許，警方出動夾斗車清走干諾道中路障，警方亦指德輔道中的路面障礙物清理完畢，恢復通車。

### 港島東

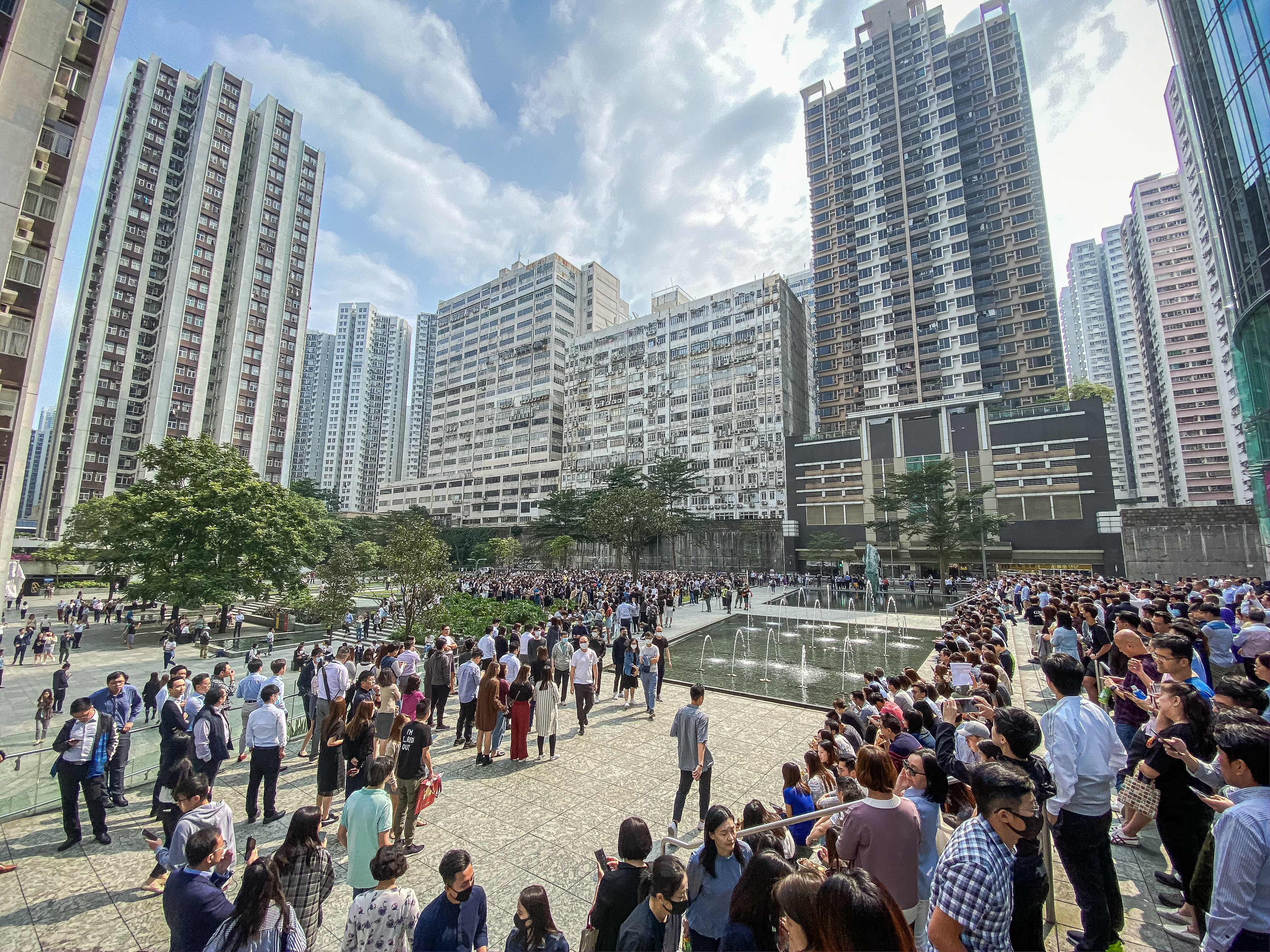
港島東中心對開的太古公園有大量上班族聚集

在港島東，午飯時間同樣有上班族走出馬路，在太古公園，聚集人士高呼口號，包括「解散警隊，刻不容緩」和「沒有暴徒，只有暴政」等。他們其後走出太古城道及英皇道，英皇道、華蘭路上有人以膠欄、磚頭等物堵塞交通，並破壞交通燈。

### 柴灣
示威者晚上在東區走廊柴灣迴旋處堵路，晚上11時10分，防暴警察到達迴旋處並在沒有示意下向天橋及屋邨平台發射催淚彈，並在附近進行掃蕩，約11時40分防暴離開。有線新聞記者採訪時被警員要求除下防毒面罩和出示證件。

### 旺角
旺角彌敦道繼續被佔據，馬路上滿佈磚塊、鐵欄和路障等雜物，亦有港鐵站出入口和中國銀行分店遭縱火。示威者在彌敦道築起人鏈，傳遞磚頭，以在路上把用作路障的「圍牆」加高加厚。

### 葵涌
網民發起到葵涌紀律部隊宿舍集結，到晚上11時許，大批防暴警員在周邊戒備，其後有警員在連接葵涌邨往大窩口的行人天橋上截查至少5名男女，其後把他們帶走。而另一批防暴警員在附近準備截查市民期間，該批人士打算逃走，並走入升降機內。防暴警迅速制服多人，更有警員拔出疑似手槍物體，指向升降機內的人士，之後向他們射胡椒噴劑。據悉一批男女雙手被膠索帶反綁，並壓在地面，最後被帶走。

### 青衣
晚上，青衣北担杆山迴旋處一帶有數百名市民集結，起初局勢平靜，不過到午夜前，防暴警員由青荃橋抵達担杆山迴旋處，扣留了數名在該處的示威者，之後走入長安邨安清樓附近清除示威者設置的路障。到11時58分，警員舉起黑旗，警告會施放催淚彈。雖然路上已經沒有示威者，不過警員在沒有預先警告下，在踏入11月15日午夜12時的一刻向屋邨範圍發射催淚彈。其後在青敬路及担杆山路一帶估計發射了30多發催淚彈和數發橡膠子彈，引致多座樓宇濃煙密佈，途人爭相走避。警員到凌晨12時30分後撤退。
事件中雖然沒有市民受傷及拘捕，不過到數日後，有不少居民表示因直接吸入催淚煙或接觸受污染物而感到不適，更有兒童出現嚴重的敏感。

### 上水

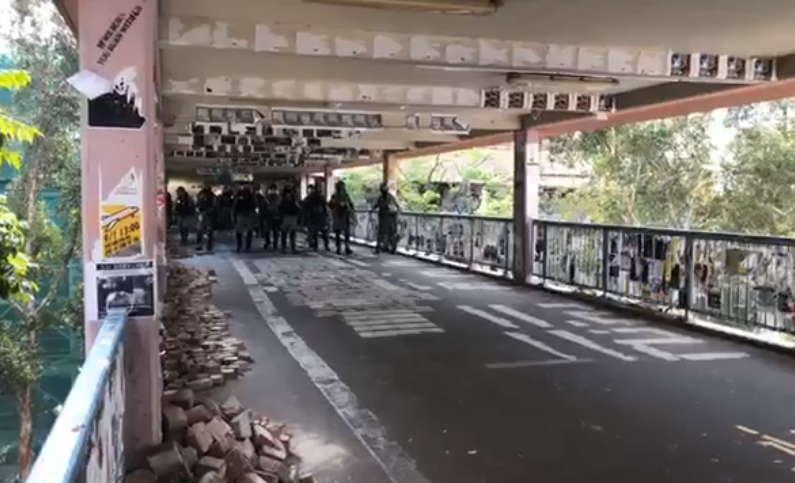
下午有防暴警察在天橋戒備

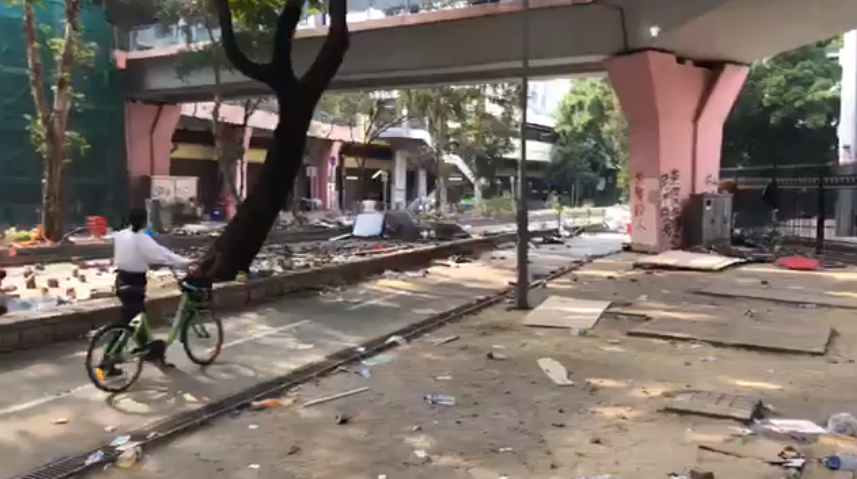
上水新運路行人路面的磚塊被人清走

接近中午，上水北區大會堂附近有20至30名戴Cap帽、口罩，手持伸縮棍、鐵通、長棍等武器人士襲擊市民。網上流傳片段指有人在牆邊拳打腳踢一名人士，後引來更多人施襲；第二條短片可見身穿黑衣的男子突然一拳擊向站在一旁身穿藍衣的女子，遇襲女子應聲倒地；第三條短片拍攝到一名身穿白衣的男子抓住一名身穿黑衫黑褲的少女，女子多番掙扎卻無法逃脫。目擊者現場無發生爭執，但持武器人士一出來便襲擊路人。衝突最少造成4人受傷。警方將案列襲擊及有人受傷處理。
下午1時50分，一名黑衣少女在上水中心被防暴警員截查，引起街坊不滿。少女雖獲放行，但大批街坊繼續指罵警員。防暴警員登上警車離開時，有街坊向警車投擲水樽，防暴警員施放催淚彈及布袋彈後上車離開。
到下午5時許，示威者先在多處馬路設路障，之後到天平邨富臨皇宮破壞，其後向龍琛路方向前進。防暴警亦拘捕多人。警方到傍晚5時40分到上水花園第4號和週邊商場的平台通道一帶清場，稱要封鎖公園搜汽油彈為由，不准許任何人停留，引起居民不滿。防暴警不斷挑釁居民，到6時35分在未有舉旗警告下發射多枚催淚彈。

### 天水圍
晚上近9時，示威者在嘉湖新北江商場對開一段天耀路以磚築成路障，到9時22分一批防暴警抵達後，以長槍指向周邊的人群。當防暴警聽到天橋有市民指罵警員後，便衝上天橋多次「爆粗」和在高位以長槍指向人群。到10時，有人在天耀路右轉天湖路的位置利用磚頭、長櫈和路牌等雜物堵塞道路。巴士路線須改道。

## 針對港鐵的行動

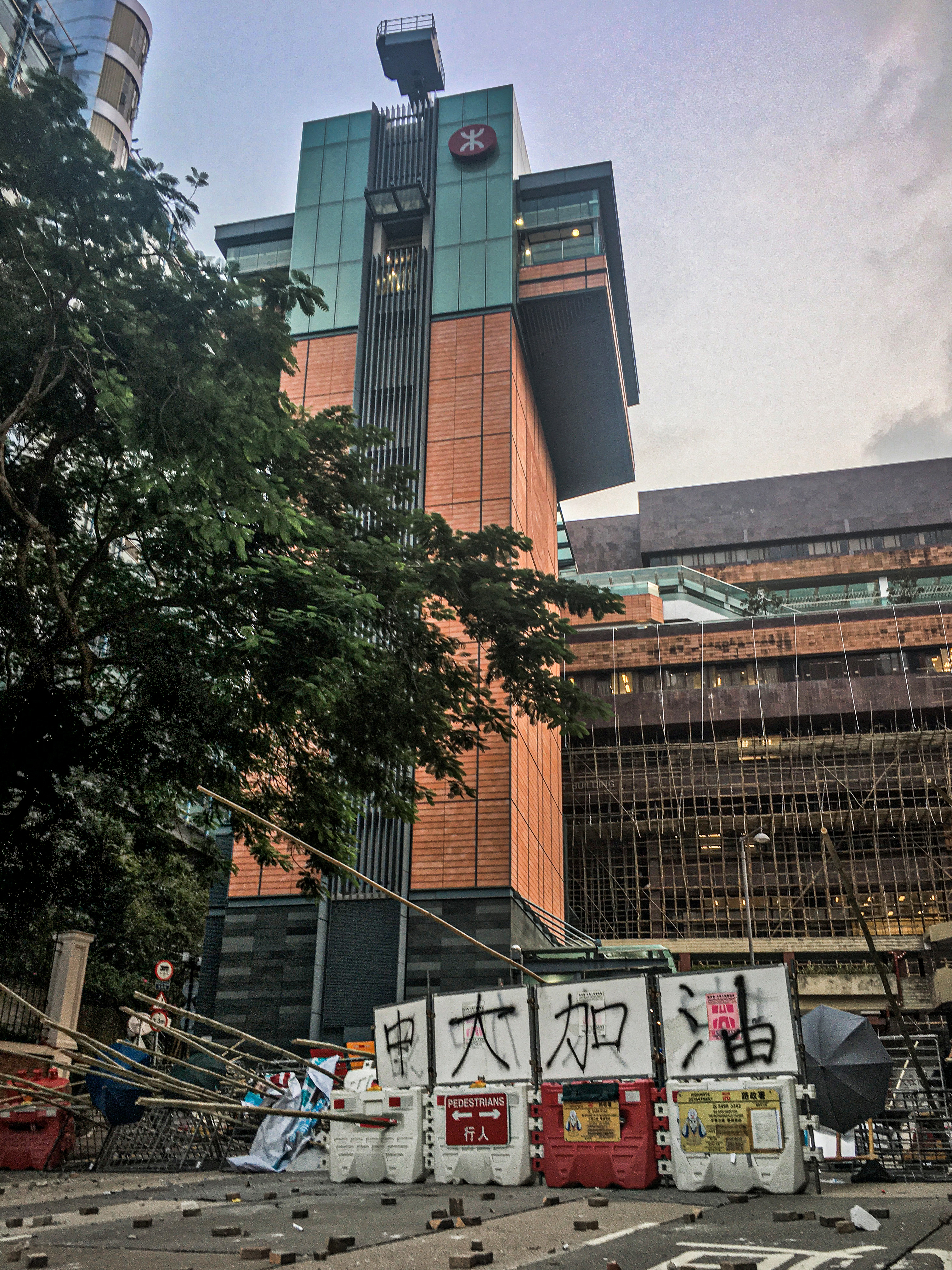
香港大學西閘設路障

早上5時，港鐵便宣佈由於多個車站受不同程度破壞，東鐵綫只提供紅磡站至大圍站服務。至7時半紅磡站對開兩度被人投擲燃燒物，列車服務一度受阻，東鐵綫只行走旺角東站至大圍站，其後回復正常。
東涌綫東涌站月台幕門被破壞，多塊月台幕門玻璃毀爛。東涌綫只能提供香港站至欣澳站服務。輕鐵路軌亦有零星雜物。
於下午6時，港鐵宣佈15個設施被嚴重破壞和運作受干擾而仍然關閉的車站，提早於晚上8時關閉。晚上9時，紅磡站對開路軌再遭縱火，列車不停紅磡站。

## 公共交通影響
由於全港多區道路被堵塞，九巴及龍運巴士部分路線維持有限度服務，其他路線暫停；新巴、城巴只約120條路線提供有限度服務。

## 學校停課
教育局在當天早上宣布，由於堵路及阻礙交通服務情況持續，而且範圍廣泛，基於安全考慮，全港學校幼稚園、小學、中學及特殊學校於於11月15日至於11月17日繼續停課。
而大專院校方面，香港大學、香港理工大學表示，由於近日往返港大的交通嚴重受阻，且不明朗因素持續，故校方將暫停餘下學期在校園內的教與學活動，所有學習將改為網上進行。香港浸會大學表示，鑑於九龍塘校園內外均存在明顯的安全風險，呼籲所有在九龍塘校園內的學生遠離危險及避免作出任何可能導致衝突的事情。而香港教育大學及香港嶺南大學亦宣布會將畢業禮延期。

## 後續及各界迴響

### 影響及市面破壞
因應香港局勢，台灣教育部成立「在港台生協處專案小組」，而陸委會和教育部駐港人員協調中華航空公司提供機位給在港台生回台。當中已有逾500人返台。

### 拘捕，提堂，判決
- 1名17歲男生在中環置地廣場外被警方查獲管有7罐白電油、2罐煤油、2個空的玻璃瓶、4個打火機及1支鐳射筆。被控在公眾地方管有攻擊性武器罪，2020年6月30日於東東區裁判法院首度提堂。其後男生早前認罪，還押至2020年8月31日於東區裁判法院被判入勞教中心。[29]

- 1名20歲大專生在港鐵將軍澳站A出口外，因警員制服一名黑衣女子時拉扯該名女子手臂5至6秒，其後被控故意阻撓在正當執行職務的警員罪成，判處監禁3個月。其後獲准保釋候上訴，高等法院到2022年4月4日駁回其定罪上訴，認為上訴人的行為等同「搶犯」。但由於案件屬輕微和裁判官拒絕接納上訴人的證詞，因此裁定刑期上訴得直，改判監禁9星期。[30]